# Hernán Labraga
Gabriel Hernán Labraga de Pena (Montevideo, 9 maggio 2000) è un calciatore uruguaiano, centrocampista del Rentistas.

## Carriera
Labraga è cresciuto nel settore giovanile dei Montevideo Wanderers, con cui ha firmato il primo contratto professionistico l'11 marzo 2021. Il giorno successivo ha debuttato in prima squadra nell'incontro di Primera División perso 3-0 contro il Plaza Colonia.
Nel novembre del 2021 è rimasto svincolato, e nel gennaio seguente ha firmato un contratto con il Progreso in Segunda División. Il 4 novembre seguente ha segnato il suo primo gol in carriera nell'incontro di Copa Uruguay perso 3-1 contro il Defensor Sporting. L'11 giugno 2023 ha realizzato la sua prima doppietta nel successo per 3-1 sul Cerrito.

## Statistiche

### Presenze e reti nei club
Statistiche aggiornate al 13 luglio 2024.
| Stagione        | Squadra              | Campionato      | Campionato | Campionato | Coppe nazionali | Coppe nazionali | Coppe nazionali | Coppe continentali | Coppe continentali | Coppe continentali | Altre coppe | Altre coppe | Altre coppe | Totale | Totale | Totale |
| Stagione        | Squadra              | Comp            | Pres       | Reti       | Comp            | Pres            | Reti            | Comp               | Pres               | Reti               | Comp        | Pres        | Reti        | Pres   | Reti   |        |
| --------------- | -------------------- | --------------- | ---------- | ---------- | --------------- | --------------- | --------------- | ------------------ | ------------------ | ------------------ | ----------- | ----------- | ----------- | ------ | ------ | ------ |
| 2020            | Montevideo Wanderers | PD              | 2          | 0          |                 | -               | -               |                    | -                  | -                  |             | -           | -           | 2      | 0      |        |
| 2021            | Montevideo Wanderers | PD              | 1          | 0          |                 | -               | -               |                    | -                  | -                  |             | -           | -           | 1      | 0      |        |
| 2022            | Progreso             | SD              | 25         | 0          | CU              | 4               | 1               |                    | -                  | -                  |             | -           | -           | 29     | 1      |        |
| 2023            | Progreso             | SD              | 27         | 2          | CU              | 0               | 0               |                    | -                  | -                  |             | -           | -           | 27     | 2      |        |
| 2024            | Progreso             | PD              | 4          | 0          | CU              | 0               | 0               |                    | -                  | -                  |             | -           | -           | 4      | 0      |        |
| Totale carriera | Totale carriera      | Totale carriera | 59         | 2          |                 | 4               | 1               |                    | -                  | -                  |             | -           | -           | 63     | 3      |        |